# Podoprion mediterraneum
Podoprion mediterraneum is een vlokreeftensoort uit de familie van de Podoprionidae. De wetenschappelijke naam van de soort is voor het eerst geldig gepubliceerd in 2004 door Kaim-Malka.